# Shōwa, Fukushima
Shōwa (japanska: 昭和村?, Shōwa-mura) är en landskommun (by) i Fukushima prefektur i Japan.  